# دوار الدحامنة
دوار الدحامنة قرية مغربية بـإقليم آسفي، تقع شرق سبت كزولة وتبعد عن مدينة آسفي في المغرب بحوالي 27 كلم. ويضم دوار الدحامنة 500 نسمة (إحصاء 2004). وأبرز الدواوير المحيطة بها دوار الحنيشات، دوار أولاد لحسن، دوار أولاد الفاطمي، دوار أولاد بنصالح، دوار أولاد محارب، وتابعة إداريا بجماعة سيدي تيجي ، دوارالدحامنة ذا طابع هضابي كبيرويعتمد في نظامه الاقتصادي على الفلاحة البورية وتربية المواشي والهجرة المكثفة والكثيرة لشبابها بسبب فقرها وجفافها وعدم إكثرات المسوؤلين لحالها وغياب الدعم المادي من لدن الجماعات التابعة لها إقليميا.